# Sowina (Ludwikowice Kłodzkie)
Sowina (niem. Kolonie Städtisch Eule) – przysiółek wsi Ludwikowice Kłodzkie w Polsce, położony w województwie dolnośląskim, w powiecie kłodzkim, w gminie Nowa Ruda.

## Położenie
Sowina położona jest w Sudetach Środkowych w obniżeniu między Górami Sowimi a Wzgórzami Wyrębińskimi, na wysokości około 530–580 m n.p.m.

## Podział administracyjny
W latach 1975–1998 przysiółek administracyjnie należał do województwa wałbrzyskiego.

## Historia
Sowina powstała na przełomie XVI i XVII wieku. Intensywniejszy rozwój wsi nastąpił w XVIII wieku, w roku 1748 było tu 28 domów, a w roku 1787 45 domów i 44 warsztaty tkackie. Pod koniec XIX wieku miejscowość stała się małym letniskiem. W czasie II wojny światowej w Sowinie znajdowała się filia obozu koncentracyjnego Groß-Rosen. Po 1945 roku miejscowość wyludniła się, pod koniec XX wieku ponownie stała się letniskiem.

## Zabytki
W Sowinie znajdują się dwie kapliczki przydrożne z XIX wieku. Jedna jest domkowa z trójkątnym szczytem i portalem, a druga jest słupowa, zwieńczona trójkątnym tympanonem.